# Laurel und Hardy: Unter Null
Below Zero (deutsche Filmtitel: Unter Null / Dick und Doof in tausend Nöten / Unterschlagene Noten / Dick und Doof als Musikanten) ist eine US-amerikanische Kurzfilm-Komödie von James Parrott aus dem Jahr 1930. In den Hauptrollen spielt das Komikerduo Laurel und Hardy.

## Handlung
In der Stadt herrscht ein eisiger Winter mit Schnee, während Stan und Ollie als Straßenmusikanten ihr Geld verdienen und den Tin-Pan-Alley-Song In the Good Old Summertime spielen. Nachdem sie zwei Stunden vor einem Institut für Gehörlose stehen und dort keinen Cent bekommen, versuchen sie ihr Glück an anderen Straßenstellen. Hier werden sie aber immer wieder von den Anwohnern mit Schneebällen beworfen und vertrieben. Im Verlaufe einer Schneeballschlacht mit einem Anwohner landet ein Schneeball im Wassereimer einer großgewachsenen Anwohnerin. Sie macht Ollie als Schuldigen aus und schmiert ihm einen Schneeball ins Gesicht, woraufhin Stan den Eimer der Frau umwirft. Die Frau zerschmettert daraufhin den Kontrabass von Ollie und wirft Stans Sitzakkordeon auf die Straße, wo es von einem Wagen überfahren wird.
Am scheinbaren Tiefpunkt angelangt, finden Stan und Ollie auf einmal eine Geldbörse auf dem Bürgersteig. Stan steckt die Geldbörse ein, doch die beiden werden von einem zwielichtigen Kerl verfolgt, der ihnen offenbar die Geldbörse abnehmen will. Stan und Ollie bekommen Hilfe durch einen Polizisten, der den zwielichtigen Mann vertreibt. Als Dank lädt Ollie den Polizisten zum Essen ein. Sie gehen in das Restaurant von Pete, der Leute ohne Geld im hohen Bogen rauswirft, und bestellen dort viele große Speisen. Beim Bezahlen entdecken Stan und Ollie in der aufgefundenen Geldbörse das Bild des Besitzers: Es handelt sich um den Polizisten, der die beiden nun für besonders freche Diebe hält und sie an den Wirt Pete verrät. Pete wirft Ollie auf die Straße und stopft Stan in ein Wasserfass. Als Ollie Stan aus dem Wasserfass herausholt, hat dieser einen übernatürlich angeschwollenen Bauch – er hat das ganze Wasser ausgetrunken.

## Hintergrund
Below Zero wurde zwischen dem 17. und 28. Februar 1930 in den Hal Roach Studios gedreht und kam am 26. April 1930 in die amerikanischen Kinos. Ebenfalls gedreht wurde zugleich ein spanischer Versionenfilm von Below Zero mit dem Titel Tiembla y Titubea. Dieser ist sogar mit 27 Minuten noch etwas länger und enthält unter anderem zusätzlich eine Szene, in der sich der Polizist mit seinem Vorgesetzten unterhält und von diesem Geld in seine Geldbörse zugesteckt bekommt.
Die erste deutsche Synchronfassung entstand bei der Berliner Synchron. Bodo Francke schrieb das Dialogbuch und führte Regie. Die zweite deutsche Synchronfassung entstand bei der Beta-Technik GmbH, München. Wolfgang Schick schrieb das Dialogbuch und Manfred R. Köhler führte Regie.
| Figur                    | Darsteller     | Deutscher Sprecher | Deutscher Sprecher (1960) |
| ------------------------ | -------------- | ------------------ | ------------------------- |
| Stan                     | Stan Laurel    | Walter Bluhm       | Walter Bluhm              |
| Ollie                    | Oliver Hardy   | Clemens Hasse      | Arno Paulsen              |
| Polizist                 | Frank Holliday | ?                  | Niels Clausnitzer         |
| Wirt Pete                | Tiny Sandford  | ?                  | Gerd Duwner               |
| wütender Schneeschaufler | Charlie Hall   | ?                  | Erich Ebert               |

## Kritik
Die Laurel und Hardy Central sah in Below Zero einen sehr düsteren Laurel-und-Hardy-Film, sowohl wegen des Verhaltens der Mitmenschen als auch wegen der eisigen Atmosphäre und unerbittlichem Schneefall. Er würde den Zuschauer auf eine Achterbahnfahrt der Gefühle mitnehmen. Die auf Hal-Roach-Komödien spezialisierte Website Lordheath fand, dass es dem Film an einigen Stellen an Tempo mangele und er für 20 Minuten relativ lang wirke. Allerdings enthielte er einige der schönsten Szenen, beispielsweise die Kämpfe mit Charlie Hall und Blanche Payson sowie die Szene mit Stans vergrößertem Bauch.